# アレクセイ・ゲラシメス
アレクセイ・ゲラシメス（独: Alexej Gerassimez, 1987年 - ）は、ドイツの作曲家、パーカッショニストである。

## 経歴
ドイツ・エッセンに生まれ5歳からピアノを、その二年後に打楽器を習い始める。
2000年に、ケルン音楽舞踊大学でクリスチャン・ロダーバーグと共に学生として音楽を学んだ。その間、クリスチャン・ローデルブルクに師事する。その後、ハンス・アイスラー音楽大学で1年過ごしながらシュテファン・ヒューゲに師事した後、ミュンヘンに転向。2017年11月よりドイツ国立ミュンヘン音楽・演劇大学（ミュンヘン音楽大学）の教授、彼の師であるペーター・サードロの功績を継いでいる。
コンクール受賞歴としては、2010年にドイツ音楽コンクールで第一位、その同年、パーカッション・ソロの国際コンクールとして最も有名なオランダのTROMP打楽器コンクールで第一位、聴衆賞、批評家賞を受賞。2014年にミュンヘン国際音楽コンクールで第二位を獲得する。
ベルリン放送交響楽団、ボン・ベートーヴェン管弦楽団、などのオーケストラとソリストとして共演。2006年には、東京・横浜でソロ演奏を行い、ヨーロッパ諸国だけでなく、日本にも幅広く足を運んでいる。また、G.アルブレヒト、C.ヤーヴィリ、E.G.ヤンセン、M. タバシュニクなどの指揮者とも共演している。
2012年に、アーカンソー交響楽団のソリストとしてアメリカでデビュー。「Prix Courage」(ZDF)や「Stars von Morgen」(Arte)などのテレビ番組にソリストとして出演する。

## 作品
- Asventuras for snare drum solo / スネアドラムソロのための「アスヴェンチュラス」[3][4]

スネアドラムの独奏曲。スティックやブラシ、マレット、さらに指先や拳も使う曲。日本のソロコンクールなどでもよく演奏される。
- Piazonore for vibraphone and piano / ヴィブラフォンとピアノのための「ピアソノーレ」[3][6]
- Eravie for Marimba solo / マリンバソロのための「エラウィ」[3][7]